# Chrysler LHS
Chrysler LHS — седан представницького класу, який вироблявся компанією Chrysler з 1993 по 2001 роки, змінивши Chrysler Imperial на місці флагмана компанії. З 2002 року автомобіль вироблявся під назвою Chrysler Concorde Limited.

## Перше покоління

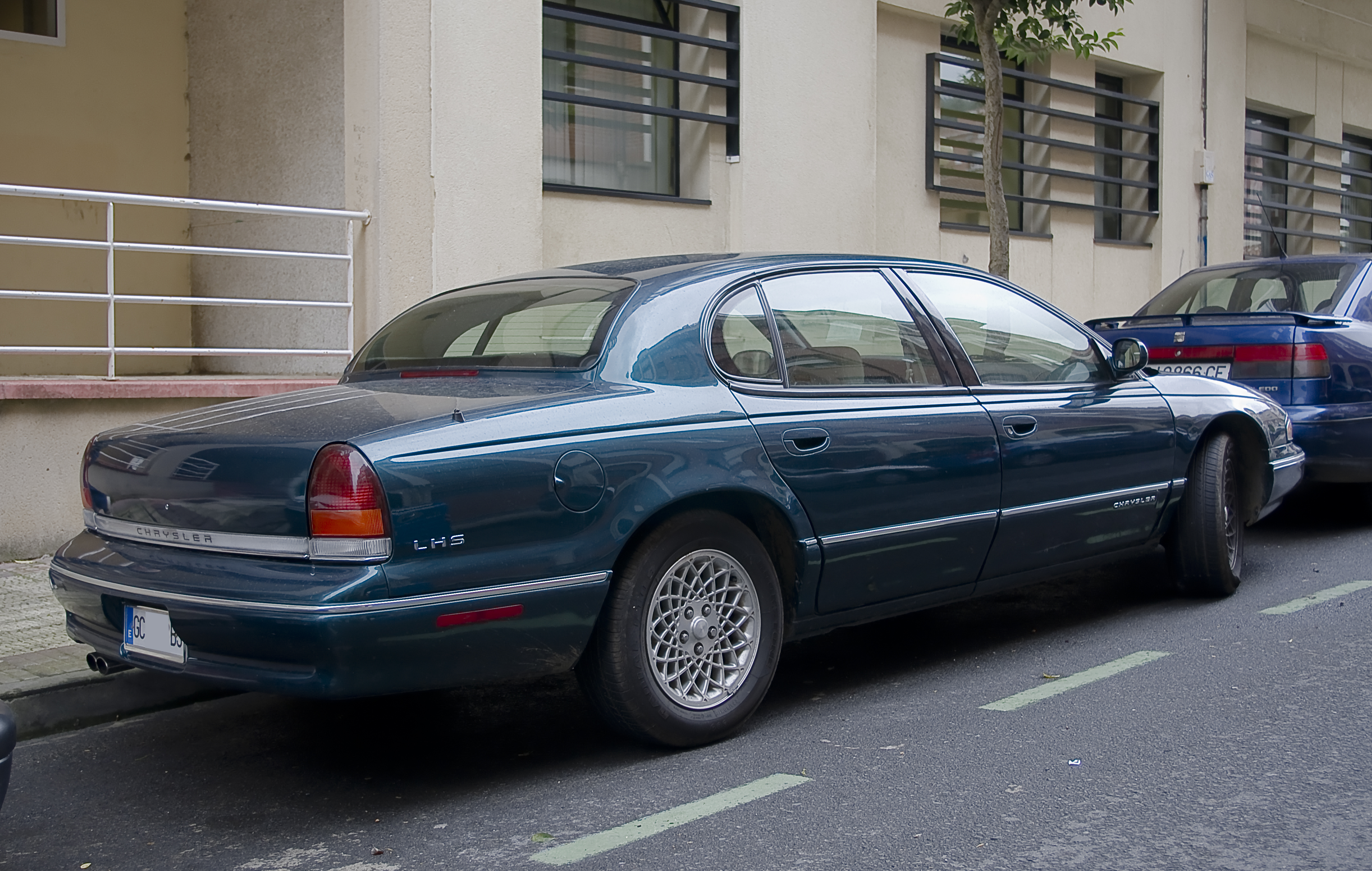

Представлений як автомобіль 1994 модельного року, Chrysler LHS був топовою моделлю компанії, і найдорожчим представником платформи LH. Як і всі решта автомобілів на цій платформі, він мав колісну базу 113,0-дюйми (2870 мм) і був розроблений за допомогою нової САПР.
Від близького до нього седана New Yorker LHS відрізнявся окремими сидіннями (на New Yorker встановлювались «дивани») і набором опцій, включених в стандартну комплектацію, наприклад легкосплавними дисками (для New Yorker продавались як окрема опція). З інших відмінностей варто відмітити 5-місний салон (New Yorker мав 6-місний), невелику кількість хромованих елементів, більш «спортивний» вигляд. В 1997 році виробництво Chrysler New Yorker було припинене на користь 6-місної опції для LHS.
У стандартну комплектацію автомобіля входили:
- двигун V6 об'ємом 3,5 л. і потужністю 214 к.с.;
- забарвлені в колір кузова решітка радіатора, дзеркала заднього виду і накладки;
- антибуксувальна система;
- легкосплавні диски;
- протитумані фари;
- регульовані передні сидіння (8 регулювань);
- аудіосистема преміум-класу;
- автоматичне підтримання заданої температури салону;
- шкіряна обшивка сидінь.

Перше покоління автомобілів експортувалось в Європу. Експортні автомобілі відрізнялись оранжевим кольором задніх показників повороту, наявністю повторювачів повороту й задніх протитуманих ліхтарів, відсутністю бокових габаритних ліхтарів і зміненою оптикою фар головного світла.
Автомобільний журналіст Джеремі Кларксон, відомий своїм негативним відношенням до американських автомобілів, описав LHS першого покоління як «за всіма стандартами, все на місці, в найкращому вигляді».

### Двигун
- 3.5 L EGE V6 214 к.с.

## Друге покоління

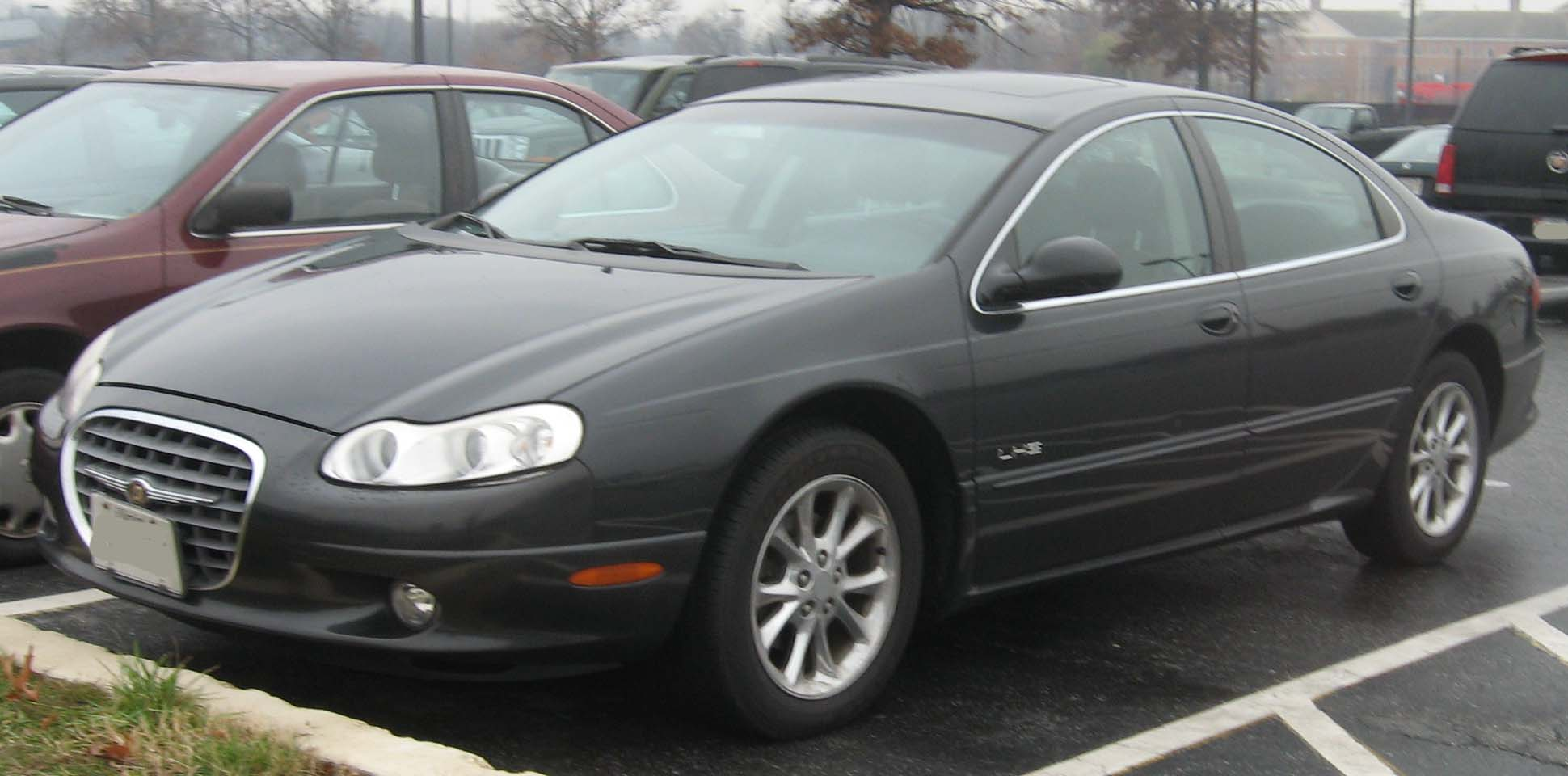
Chrysler LHS (1998-2001)

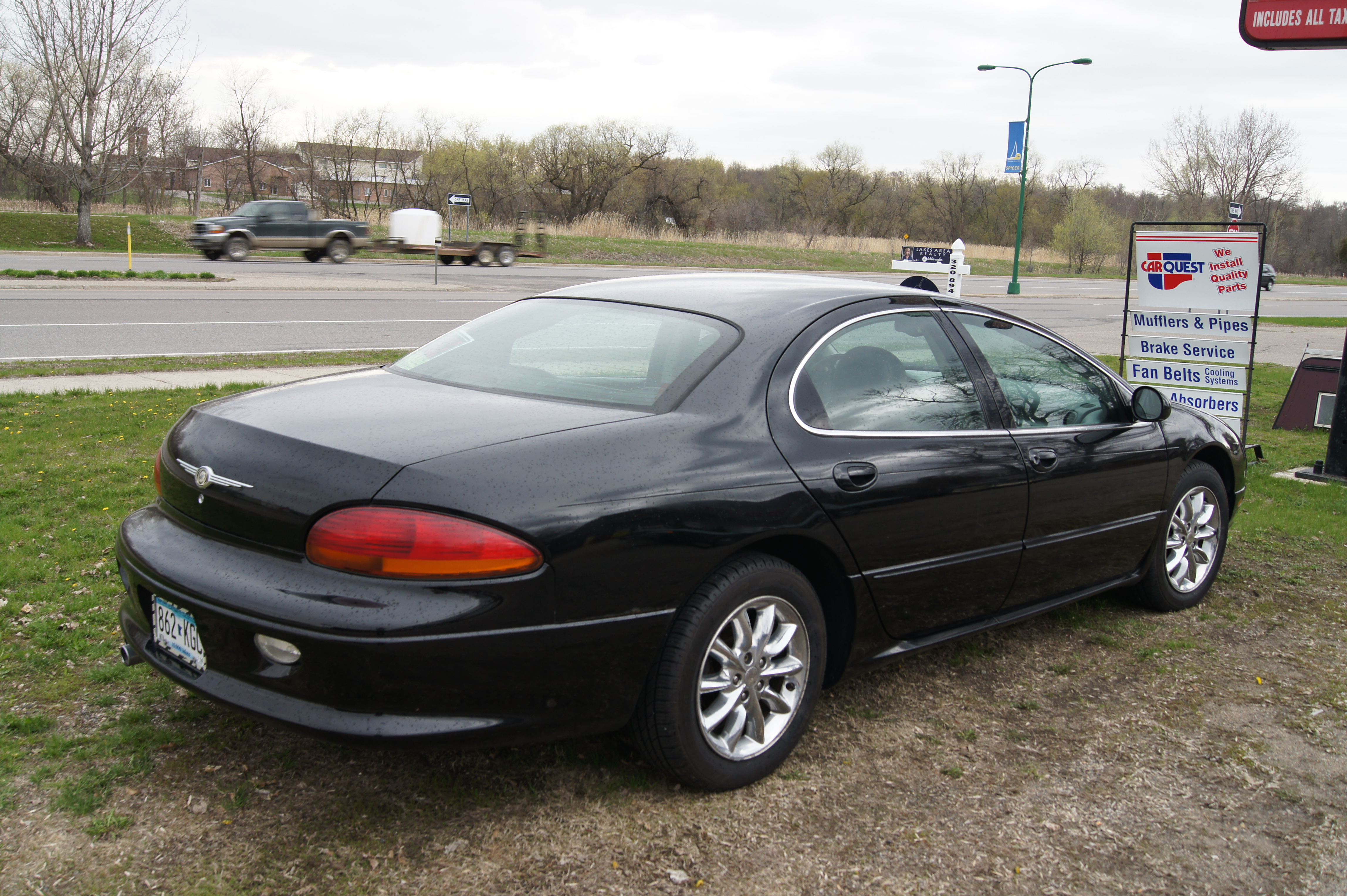
Chrysler LHS (1998-2001)

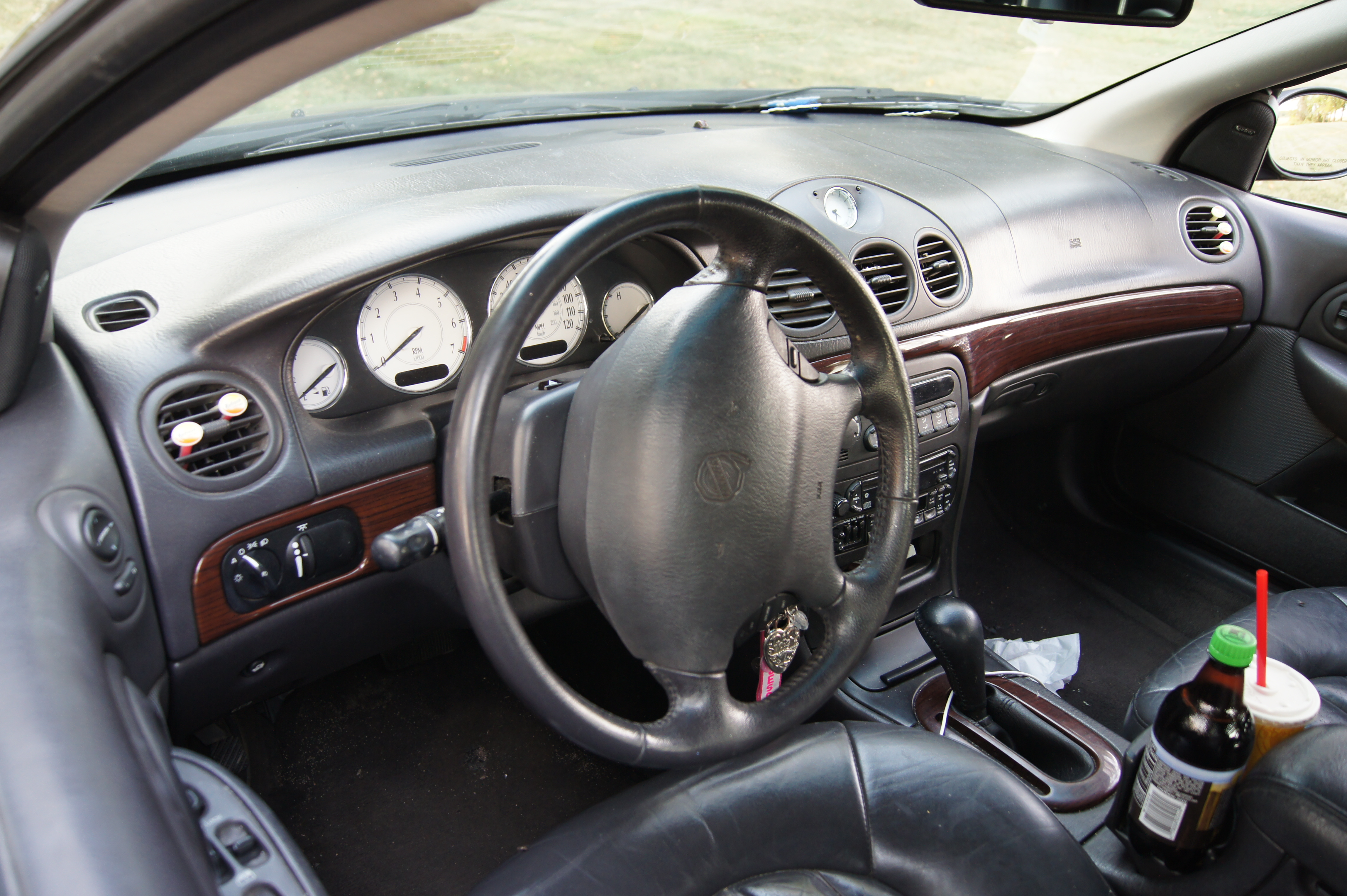

В 1998 році почався випуск другого покоління автомобіля, з новою емблемою Крайслера й оновленим двигуном (потужність 253 к.с. при 6400 об/хв, обертальний момент 346 Н·м при 3950 об/хв). Враховуючи початок в тому ж році продажу Chrysler 300M і зупинку виробництва New Yorker, основними конкурентами LHS були традиційні седани представницького класу, такі як Lincoln Continental і Toyota Avalon (300M цілив у ринок спортивних седанів).
В 2002 році продажі LHS були припинені, однак, після деяких змін, автомобіль з'явився на ринку як Chrysler Concorde Limited.

### Двигуни
- 3.5 L EGE V6 253 к.с. 346 Н·м при 3950 об/хв

## Зміни в різні роки
- 1993: Початок виробництва.
- 1995: Новий логотип. Після багатьох скарг покупців на недостатню потужність ліхтарів головного світла, Крайслер замінив їх на достатньо рідкісні в ті часи поліеліпсоїдні ліхтарі.
- 1996: Прибране забарвлення дзеркал в колір кузова, телефон і сидіння-дивани доступні як опції. В стандартній комплектації з'явились прихована антена і пристрій відкривання гаражних воріт з інтерфейсом Homelink.
- 1998: Випуск другого покоління автомобіля.
- 2002: Закінчення продажів Chrysler LHS, після внесення деяких змін машина виробляється як Chrysler Concorde Limited.